# Список наград и номинаций телесериала «Доктор Кто»
«Доктор Кто» (англ. Doctor Who) — культовый британский научно-фантастический телесериал компании «Би-би-си». Первоначально сериал шёл с 1963 года по 1989 год. После этого в 1996 году вышел телефильм, а в 2005 году сериал был возобновлён.
За 26 лет оригинальный сериал выиграл только две награды: премию Королевского телевизионного общества и премию Гильдии сценаристов Великобритании. Однако возрождённый сериал получил большее признание критиков и выиграл множество наград.
Он был номинирован на различные премии: 29 на BAFTA TV Awards и BAFTA TV Craft Awards (9 побед), 26 номинаций на National Television Awards (16 побед), 28 на премию «Хьюго» (6 побед), 21 на премию «Сатурн» (3 победы), 6 на премию Гильдии писателей Великобритании (3 победы) и 24 номинации от самой Би-би-си (16 побед). Среди побед есть BAFTA TV Award за лучший телесериал, две премии «Сатурн» за лучшую телепостановку и лучший международный сериал и шесть премий «Хьюго» за лучшую постановку в малой форме. В последней сериал поставил рекорд в 24 номинации всего за девять лет, став вторым телесериалом в истории после «Звёздного пути», номинирующимся более чем двумя сериями каждый год.

## Anglophile Awards
| Год  | Категория                  | Номинант(ы)    | Результат |
| ---- | -------------------------- | -------------- | --------- |
| 2016 | Лучший актёр в телесериале | Питер Капальди | Номинация |

## BAFTA

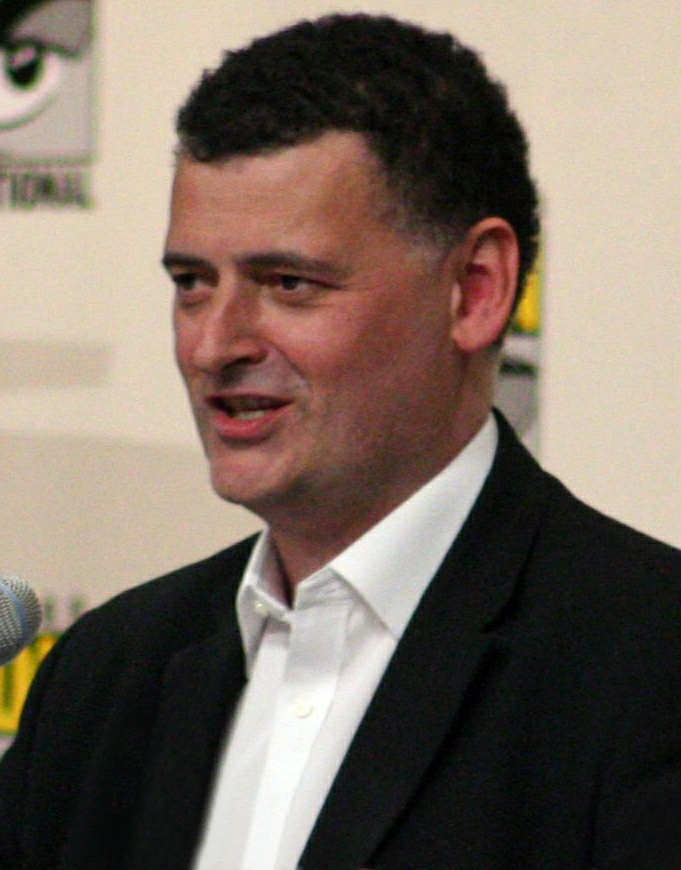
Стивен Моффат получил высокую оценку за изобретательность сценариев в «Докторе Кто», в частности, серий «Девушка в камине» 2006 года и «Не моргай» 2007 года, за которые он получил BAFTA TV Award и BAFTA Cymru Award. Оба эпизоды награждены премией «Хьюго» за лучшую постановку в малой форме.

### BAFTA Cymru Awards
| Год  | Категория                                                              | Номинант(ы)                                                | Серия                                                | Результат |
| ---- | ---------------------------------------------------------------------- | ---------------------------------------------------------- | ---------------------------------------------------- | --------- |
| 2006 | Лучший драматический сериал                                            | Фил Коллинсон                                              | Фил Коллинсон                                        | Победа    |
| 2006 | Лучший актёр                                                           | Кристофер Экклстон                                         | Кристофер Экклстон                                   | Номинация |
| 2006 | Лучшая актриса                                                         | Билли Пайпер                                               | Билли Пайпер                                         | Номинация |
| 2006 | Лучший режиссёр драмы                                                  | Джеймс Хоус                                                | «Рождественское вторжение»                           | Победа    |
| 2006 | Лучший сценарист                                                       | Расселл Ти Дейвис                                          | Расселл Ти Дейвис                                    | Номинация |
| 2006 | Лучший оригинальный музыкальный саундтрек                              | Мюррей Голд                                                | «Рождественское вторжение»                           | Номинация |
| 2006 | Лучший звук                                                            | Иэн Ричардсон                                              | Иэн Ричардсон                                        | Номинация |
| 2006 | Лучший оператор-постановщик драмы                                      | Эрнест Винце                                               | Эрнест Винце                                         | Победа    |
| 2006 | Лучший костюм                                                          | Люсинда Райт                                               | Люсинда Райт                                         | Победа    |
| 2006 | Лучший грим                                                            | Дейви Джонс и Нилл Гортон                                  | Дейви Джонс и Нилл Гортон                            | Победа    |
| 2006 | Лучшее оформление                                                      | Эдвард Томас                                               | «Рождественское вторжение»                           | Номинация |
| 2006 | Премия Шан Филлипс за выдающийся вклад в развитие эфирного телевидения | Расселл Ти Дейвис                                          | Расселл Ти Дейвис                                    | Победа    |
| 2007 | Лучший актёр                                                           | Дэвид Теннант                                              | «Судный день»                                        | Победа    |
| 2007 | Лучшая актриса                                                         | Билли Пайпер                                               | «Судный день»                                        | Номинация |
| 2007 | Лучший сценарий                                                        | Расселл Ти Дейвис                                          | «Судный день»                                        | Победа    |
| 2007 | Лучший костюм                                                          | Луиза Пейдж                                                | Луиза Пейдж                                          | Победа    |
| 2007 | Лучший грим                                                            | Нил Гортон и Шила Уэллс                                    | «Девушка в камине»                                   | Победа    |
| 2007 | Лучший режиссёр видеомонтажа                                           | Криспин Грин                                               | «Клык и коготь»                                      | Победа    |
| 2008 | Лучший драматический сериал                                            | Фил Коллинсон                                              | «Путешествие проклятых»                              | Победа    |
| 2008 | Лучший режиссёр                                                        | Джеймс Стронг                                              | «Путешествие проклятых»                              | Победа    |
| 2008 | Лучший сценарист                                                       | Стивен Моффат                                              | «Не моргай»                                          | Победа    |
| 2008 | Лучший звук                                                            | звуковая команда BBC Wales                                 | «Путешествие проклятых»                              | Победа    |
| 2008 | Лучший оператор-постановщик драмы                                      | Эрнест Винце                                               | «Путешествие проклятых»                              | Победа    |
| 2008 | Лучший костюм                                                          | Луиза Пейдж                                                | «Код Шекспира»                                       | Номинация |
| 2008 | Лучший грим                                                            | Нил Гортон и Барбара Сауткотт                              | «Код Шекспира»                                       | Победа    |
| 2009 | Лучший драматический сериал                                            | Фил Коллинсон                                              | Фил Коллинсон                                        | Номинация |
| 2009 | Лучший режиссёр драмы                                                  | Эйрос Лин                                                  | «Тишина в библиотеке»                                | Победа    |
| 2009 | Лучший сценарист                                                       | Расселл Ти Дейвис                                          | «Полночь»                                            | Победа    |
| 2009 | Лучший оригинальный музыкальный саундтрек                              | Мюррей Голд                                                | «Полночь»                                            | Номинация |
| 2009 | Лучший звук                                                            | Джулиан Хоуарт, Тим Рикеттс, Пол Макфадден и Пол Джефферис | «Полночь»                                            | Победа    |
| 2009 | Лучший оператор-постановщик драмы                                      | Рори Тейлор                                                | «Тишина в библиотеке»                                | Номинация |
| 2009 | Лучший грим                                                            | Барбара Сауткотт                                           | «Следующий Доктор»                                   | Номинация |
| 2009 | Лучший режиссёр видеомонтажа                                           | Филип Клосс                                                | «Полночь»                                            | Победа    |
| 2010 | Лучший драматический сериал                                            | Трейси Симпсон                                             | «Конец времени. Часть 1»                             | Номинация |
| 2010 | Лучший грим                                                            | Барбара Сауткотт                                           | «Конец времени. Часть 1»                             | Победа    |
| 2010 | Лучшее оформление                                                      | Эдвард Томас                                               | «Воды Марса»                                         | Победа    |
| 2011 | Лучший звук                                                            | Тим Рикеттс                                                | «Рождественская песнь»                               | Победа    |
| 2011 | Лучший грим и причёски                                                 | Барбара Сауткотт                                           | «Вампиры Венеции»                                    | Номинация |
| 2011 | Лучший монтаж: Фантастика                                              | Уильям Освальд                                             | «Время ангелов»                                      | Номинация |
| 2011 | Лучшее освещение                                                       | Марк Хатчингс                                              | «Одиннадцатый час»                                   | Победа    |
| 2012 | Лучший звук                                                            | звуковая команда «Доктора Кто»                             | «Свадьба Ривер Сонг»                                 | Номинация |
| 2012 | Лучшая телевизионная драма                                             | Маркус Уилсон                                              | Невозможный астронавт                                | Номинация |
| 2012 | Лучшая игра                                                            | BBC Wales, Sumo Digital & Revolution Software              | Doctor Who: The Adventure Games — The Gunpowder Plot | Победа    |
| 2013 | Лучший звук                                                            | звуковая команда «Доктора Кто»                             | звуковая команда «Доктора Кто»                       | Номинация |
| 2013 | Лучший монтаж                                                          | Уильям Освальд                                             | «Снеговики»                                          | Номинация |
| 2014 | Лучший звук                                                            | Тим Сайн и звуковая команда                                | Тим Сайн и звуковая команда                          | Номинация |
| 2014 | Лучшие специальные, визуальные эффекты и графика                       | Тим Эфейтиай и команда по эффектам                         | Тим Эфейтиай и команда по эффектам                   | Победа    |
| 2014 | Лучшая музыкальная передача                                            | Доктор Кто на Промсе                                       | Доктор Кто на Промсе                                 | Номинация |
| 2015 | Лучший актёр                                                           | Питер Капальди                                             | «Тёмная вода»                                        | Номинация |
| 2015 | Лучшая актриса                                                         | Дженна Коулман                                             | «Убить Луну»                                         | Номинация |
| 2015 | Лучший монтаж                                                          | Уильям Освальд                                             | «Тёмная вода»                                        | Номинация |
| 2015 | Лучшая вступительная заставка и графика                                | производственная команда                                   | «Глубокий вдох»                                      | Номинация |
| 2015 | Лучшие специальные и визуальные эффекты                                | производственная команда                                   | «Последнее Рождество»                                | Номинация |
| 2016 | Технические достижения в игре                                          | BBC Cymru, BBC Digital Creativity, Aardman Animations      | Doctor Who Game Maker                                | Номинация |
| 2016 | Звуковое и музыкальное сопровождение в игре                            | BBC Cymru, BBC Digital Creativity, Aardman Animations      | Doctor Who Game Maker                                | Номинация |
| 2016 | Лучший монтаж                                                          | Уильям Освальд                                             | Уильям Освальд                                       | Номинация |
| 2016 | Лучшие спецэффекты, титры и графика                                    | производственная команда                                   | «Ученик волшебника»                                  | Победа    |
| 2019 | Лучшие специальные и визуальные эффекты                                | производственная команда                                   | «Падение Доктора»                                    | Номинация |
| 2019 | Выдающаяся актриса                                                     | Джоди Уиттакер                                             | Джоди Уиттакер                                       | Номинация |
| 2019 | Превосходство в области производственного дизайна                      | Арвел Уин Джонс                                            | Арвел Уин Джонс                                      | Номинация |
| 2019 | Выдающаяся телевизионная драма                                         | Выдающаяся телевизионная драма                             | Выдающаяся телевизионная драма                       | Номинация |
| 2020 | Лучший режиссёр                                                        | Ли Хейвен Джонс                                            | «Спайфолл. Часть 2»                                  | Номинация |
| 2020 | Лучший монтаж                                                          | Ребекка Тротман                                            | Ребекка Тротман                                      | Победа    |

### BAFTA Scotland Awards
| Год  | Категория        | Номинант(ы)    | Результат |
| ---- | ---------------- | -------------- | --------- |
| 2008 | Лучший сценарист | Стивен Моффат  | Номинация |
| 2009 | Лучший актёр     | Дэвид Теннант  | Номинация |
| 2015 | Лучшая актриса   | Мишель Гомес   | Номинация |
| 2015 | Лучший сценарист | Стивен Моффат  | Номинация |
| 2016 | Лучший актёр     | Питер Капальди | Номинация |

### BAFTA TV Awards и TV Craft Awards
| Год  | Категория                                            | Номинант(ы)                                                    | Серия                                                          | Результат |
| ---- | ---------------------------------------------------- | -------------------------------------------------------------- | -------------------------------------------------------------- | --------- |
| 1977 | «Harlequin» (Драма/Лёгкая развлекательная программа) | Филип Хинчклифф                                                | Филип Хинчклифф                                                | Номинация |
| 1978 | «Harlequin» (Драма/Лёгкая развлекательная программа) | Грэм Уильямс                                                   | Грэм Уильямс                                                   | Номинация |
| 2006 | Лучший драматический сериал                          | Фил Коллинсон, Расселл Ти Дейвис и Джули Гарднер               | Фил Коллинсон, Расселл Ти Дейвис и Джули Гарднер               | Победа    |
| 2006 | Лучший режиссёр                                      | Джо Ахерн                                                      | Джо Ахерн                                                      | Номинация |
| 2006 | Лучший сценарист                                     | Расселл Ти Дейвис                                              | Расселл Ти Дейвис                                              | Номинация |
| 2006 | Приз зрительских симпатий                            | Приз зрительских симпатий                                      | Приз зрительских симпатий                                      | Победа    |
| 2006 | Новый талант                                         | Эдвард Томас                                                   | Эдвард Томас                                                   | Номинация |
| 2006 | Изобретатель новых медиа-технологий                  | Джо Пирс и Эндрю Уайтхаус                                      | «Атака Граска»                                                 | Номинация |
| 2006 | Премия Денниса Поттера                               | Расселл Ти Дейвис                                              | Расселл Ти Дейвис                                              | Победа    |
| 2007 | Лучший монтаж фантастики/развлекательной программы   | Криспин Грин                                                   | Криспин Грин                                                   | Номинация |
| 2007 | Лучшие визуальные эффекты                            | The Mill                                                       | The Mill                                                       | Номинация |
| 2008 | Лучший сценарист                                     | Стивен Моффат                                                  | «Не моргай»                                                    | Победа    |
| 2008 | Лучший оригинальный музыкальный саундтрек            | Мюррей Голд                                                    | Мюррей Голд                                                    | Номинация |
| 2008 | Лучший звук фантастики/развлекательной программы     | звуковая команда BBC Wales                                     | звуковая команда BBC Wales                                     | Номинация |
| 2009 | Лучший драматический сериал                          | Фил Коллинсон, Расселл Ти Дейвис, Джули Гарднер и Сьюзи Лиггат | Фил Коллинсон, Расселл Ти Дейвис, Джули Гарднер и Сьюзи Лиггат | Номинация |
| 2009 | Лучший сценарист                                     | Расселл Ти Дейвис                                              | «Полночь»                                                      | Номинация |
| 2009 | Лучшие визуальные эффекты                            | The Mill                                                       | «Огни Помпей»                                                  | Победа    |
| 2009 | Лучший монтаж фантастики/развлекательной программы   | Филип Клосс                                                    | Филип Клосс                                                    | Победа    |
| 2010 | Лучшие визуальные эффекты                            | The Mill                                                       | The Mill                                                       | Номинация |
| 2011 | Лучшая мужская роль                                  | Мэтт Смит                                                      | Мэтт Смит                                                      | Номинация |
| 2011 | Лучшие визуальные эффекты                            | The Mill                                                       | The Mill                                                       | Номинация |
| 2012 | Лучшие визуальные эффекты                            | The Mill                                                       | The Mill                                                       | Номинация |
| 2013 | Лучшая оригинальная музыкальная музыка               | Мюррей Голд                                                    | «Изолятор далеков»                                             | Номинация |
| 2013 | Лучшие визуальные эффекты                            | The Mill                                                       | The Mill                                                       | Номинация |
| 2014 | Лучшие специальные, визуальные и графические эффекты | Milk VFX, Real SFX, The Model Unit                             | «День Доктора»                                                 | Победа    |
| 2014 | Приз читательских симпатий «Radio Times»             | Приз читательских симпатий «Radio Times»                       | «День Доктора»                                                 | Победа    |
| 2015 | Лучшие специальные, визуальные и графические эффекты | Milk VFX, Real SFX, BBC Wales VFX                              | Milk VFX, Real SFX, BBC Wales VFX                              | Победа    |
| 2016 | Лучшая женская роль второго плана                    | Мишель Гомес                                                   | Мишель Гомес                                                   | Номинация |
| 2016 | Лучшие специальные, визуальные и графические эффекты | Milk VFX, Millennium FX, Real SFX, Molinare                    | Milk VFX, Millennium FX, Real SFX, Molinare                    | Номинация |
| 2019 | Обязательный для просмотра момент Virgin Media       | «Роза отказывается встать»                                     | «Роза»                                                         | Номинация |

## British Fantasy Awards

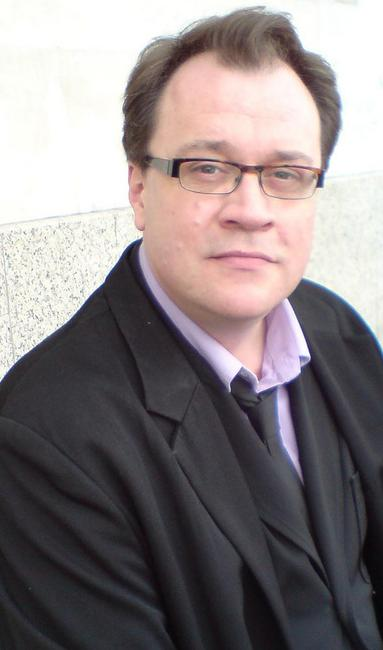
Расселл Ти Дейвис получил высокую оценку за его способности сценариста. Всего он получил 12 наград (включая две премии «British Fantasy Awards») за его вклад в возрождённый сериал.

| Год  | Категория                            | Номинант(ы)       | Серия             | Результат |
| ---- | ------------------------------------ | ----------------- | ----------------- | --------- |
| 2009 | Лучшая телепостановка                | Расселл Ти Дейвис | Расселл Ти Дейвис | Победа    |
| 2010 | Лучшая телепостановка                | Расселл Ти Дейвис | Расселл Ти Дейвис | Победа    |
| 2014 | Лучший фильм или телевизионная серия | Стивен Моффат     | «День Доктора»    | Номинация |

## Broadcast Awards
| Год  | Категория                                 | Результат |
| ---- | ----------------------------------------- | --------- |
| 2012 | Лучшая реализация международной программы | Номинация |
| 2014 | Лучшая реализация международной программы | Номинация |

## Broadcasting Press Guild Awards

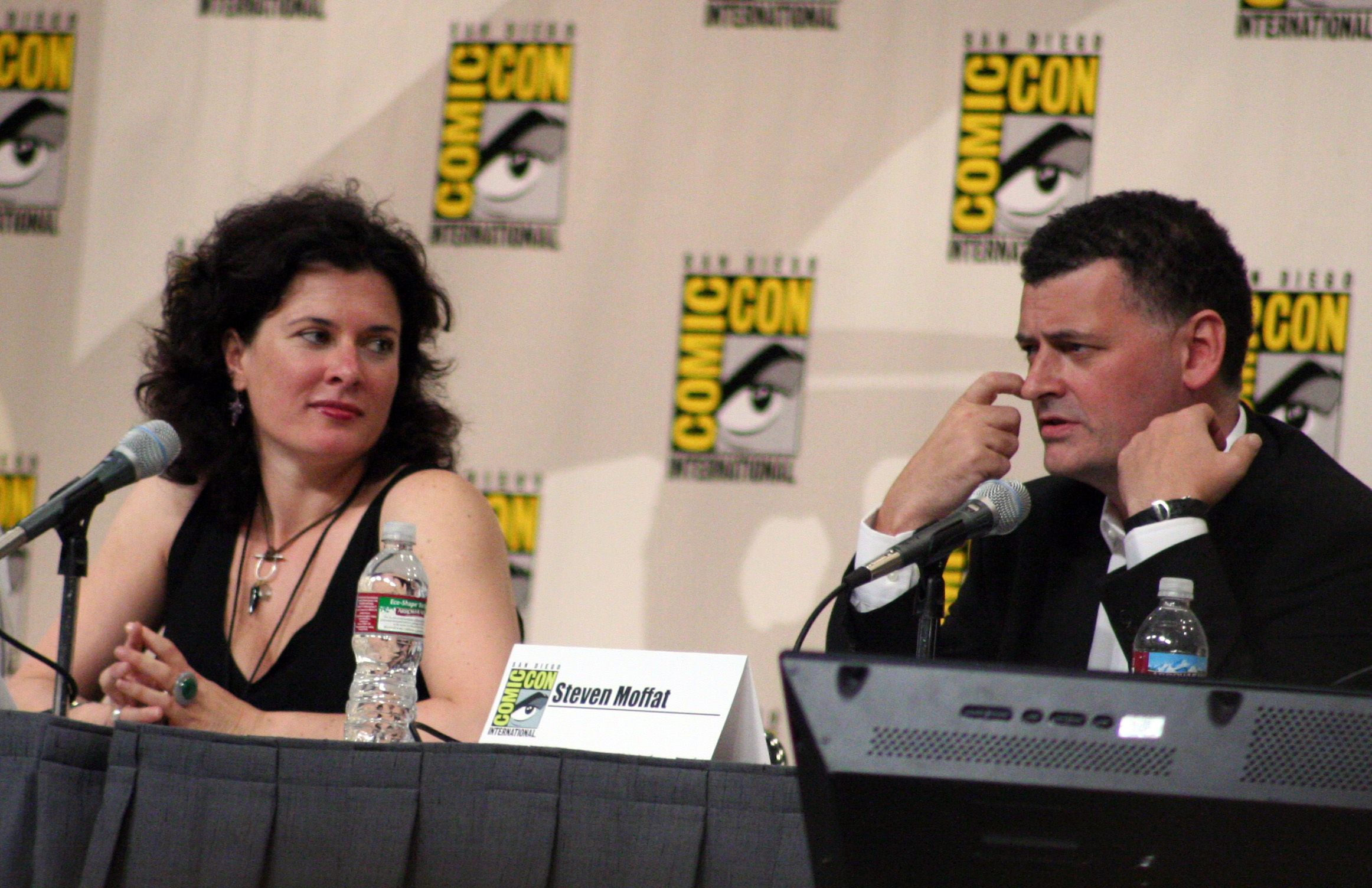
Два ключевых члена съёмочного периода: номинант Broadcasting Press Guild Awards Джули Гарднер и Стивен Моффат.

| Год  | Категория                   | Номинант(ы)                                                               | Результат |
| ---- | --------------------------- | ------------------------------------------------------------------------- | --------- |
| 2006 | Лучший драматический сериал | Фил Коллинсон, Расселл Ти Дейвис и Джули Гарднер                          | Номинация |
| 2006 | Лучший актёр                | Кристофер Экклстон                                                        | Номинация |
| 2006 | Лучший актёр                | Дэвид Теннант (также за сериалы «Казанова» и «Тайная улыбка»)             | Номинация |
| 2006 | Лучшая актриса              | Билли Пайпер (также за «Шекспир на новый лад»)                            | Номинация |
| 2006 | Премия сценариста           | Расселл Ти Дейвис                                                         | Номинация |
| 2009 | Лучший актёр                | Дэвид Теннант (также за телефильм «Эйнштейн и Эддингтон»)                 | Номинация |
| 2010 | Лучший актёр                | Дэвид Теннант (также за телефильм «Гамлет»)                               | Номинация |
| 2011 | Премия сценариста           | Стивен Моффат, Марк Гэтисс, Стивен Томпсон (также за телесериал «Шерлок») | Номинация |
| 2013 | Премия сценариста           | Стивен Моффат (также за телесериал «Шерлок»)                              | Номинация |

## Constellation Awards
| Год  | Категория                                                                                   | Номинант(ы)                                       | Серия                                             | Результат |
| ---- | ------------------------------------------------------------------------------------------- | ------------------------------------------------- | ------------------------------------------------- | --------- |
| 2007 | Лучшее исполнение мужской роли в серии научно-фантастического телесериала в 2006 году       | Дэвид Теннант                                     | «Девушка в камине»                                | Победа    |
| 2007 | Лучший научно-фантастический телесериал 2006 года                                           | Лучший научно-фантастический телесериал 2006 года | Лучший научно-фантастический телесериал 2006 года | Победа    |
| 2007 | Выдающийся канадский вклад в научно-фантастический кинематограф или телевидение в 2006 году | Canadian Broadcasting Corporation                 | Canadian Broadcasting Corporation                 | Победа    |
| 2008 | Лучшее исполнение мужской роли в серии научно-фантастического телесериала в 2007 году       | Дэвид Теннант                                     | «Семья крови»                                     | Победа    |
| 2008 | Лучшее исполнение женской роли в серии научно-фантастического телесериала в 2007 году       | Кэри Маллиган                                     | «Не моргай»                                       | Победа    |
| 2008 | Лучший научно-фантастический телесериал 2007 года                                           | Лучший научно-фантастический телесериал 2007 года | Лучший научно-фантастический телесериал 2007 года | Победа    |
| 2009 | Лучшее исполнение мужской роли в серии научно-фантастического телесериала в 2008 году       | Дэвид Теннант                                     | «Полночь»                                         | Номинация |
| 2009 | Лучшее исполнение женской роли в серии научно-фантастического телесериала в 2008 году       | Кэтрин Тейт                                       | «Поверни налево»                                  | Победа    |
| 2009 | Лучший научно-фантастический телесериал 2008 года                                           | Лучший научно-фантастический телесериал 2008 года | Лучший научно-фантастический телесериал 2008 года | Победа    |
| 2009 | Лучшее техническое исполнение в научно-фантастическом фильме или телесериале 2008 года      | Мюррей Голд (за музыку)                           | Мюррей Голд (за музыку)                           | Номинация |
| 2009 | Лучший сценарий в научно-фантастическом кинематографе или телевидении 2008 года             | Стивен Моффат                                     | «Тишина в библиотеке»                             | Победа    |
| 2010 | Лучшее исполнение мужской роли в серии научно-фантастического телесериала в 2009 году       | Дэвид Теннант                                     | «Воды Марса»                                      | Победа    |
| 2010 | Лучшее исполнение женской роли в серии научно-фантастического телесериала в 2009 году       | Мишель Райан                                      | «Планета мёртвых»                                 | Номинация |
| 2010 | Лучший научно-фантастический телесериал 2009 года                                           | Лучший научно-фантастический телесериал 2009 года | Лучший научно-фантастический телесериал 2009 года | Номинация |
| 2011 | Лучшее исполнение мужской роли в серии научно-фантастического телесериала в 2010 году       | Дэвид Теннант                                     | «Конец времени. Часть 1»                          | Номинация |
| 2011 | Лучшее исполнение мужской роли в серии научно-фантастического телесериала в 2010 году       | Мэтт Смит                                         | «Рождественская песнь»                            | Номинация |
| 2011 | Лучшее исполнение женской роли в серии научно-фантастического телесериала в 2010 году       | Карен Гиллан                                      | «Выбор Эми»                                       | Номинация |
| 2011 | Лучший научно-фантастический телесериал 2010 года                                           | Лучший научно-фантастический телесериал 2010 года | Лучший научно-фантастический телесериал 2010 года | Номинация |
| 2011 | Лучшее техническое исполнение в научно-фантастическом фильме или телесериале 2010 года      | Мюррей Голд (за музыку)                           | Мюррей Голд (за музыку)                           | Победа    |
| 2012 | Лучшее исполнение женской роли в серии научно-фантастического телесериала в 2011 году       | Карен Гиллан                                      | «Девочка, которая ждала»                          | Номинация |
| 2012 | Лучший научно-фантастический телесериал 2011 года                                           | Лучший научно-фантастический телесериал 2011 года | Лучший научно-фантастический телесериал 2011 года | Номинация |
| 2013 | Лучший научно-фантастический телесериал 2012 года                                           | Лучший научно-фантастический телесериал 2012 года | Лучший научно-фантастический телесериал 2012 года | Номинация |
| 2014 | Лучшее исполнение мужской роли в серии научно-фантастического телесериала в 2013 году       | Мэтт Смит                                         | «Время Доктора»                                   | Номинация |
| 2014 | Лучшее исполнение мужской роли в серии научно-фантастического телесериала в 2013 году       | Джон Хёрт                                         | «День Доктора»                                    | Номинация |
| 2014 | Лучшее исполнение женской роли в серии научно-фантастического телесериала в 2013 году       | Билли Пайпер                                      | «День Доктора»                                    | Номинация |
| 2014 | Лучший сценарий научно-фантастического фильма или телевизионной серии в 2013 году           | Стивен Моффат                                     | «День Доктора»                                    | Победа    |

## GLAAD Media Awards
| Год  | Категория                                                             | Серия           | Результат |
| ---- | --------------------------------------------------------------------- | --------------- | --------- |
| 2015 | Выдающаяся отдельная серия (в сериале без постоянного ЛГБТ-персонажа) | «Глубокий вдох» | Номинация |

## Glenfiddich Spirit of Scotland Awards
| Год  | Категория    | Номинант(ы)   | Результат |
| ---- | ------------ | ------------- | --------- |
| 2007 | Screen Award | Дэвид Теннант | Победа    |

## IGN Best of Television Awards
| Год  | Категория                                                        | Результат |
| ---- | ---------------------------------------------------------------- | --------- |
| 2011 | Лучший научно-фантастический сериал/сериал ужасов                | Номинация |
| 2012 | Лучший научно-фантастический сериал/сериал ужасов                | Номинация |
| 2013 | Лучший научно-фантастический сериал/сериал ужасов                | Номинация |
| 2013 | Лучший научно-фантастический сериал/сериал ужасов — выбор народа | Победа    |
| 2014 | Лучший научно-фантастический сериал                              | Номинация |
| 2014 | Лучший научно-фантастический сериал — выбор народа               | Победа    |
| 2015 | Лучший научно-фантастический сериал                              | Номинация |
| 2015 | Лучший научно-фантастический сериал — выбор народа               | Номинация |

## National Television Awards
| Год  | Категория                                        | Номинант(ы)            | Результат |
| ---- | ------------------------------------------------ | ---------------------- | --------- |
| 2005 | Самая популярная драма                           | Самая популярная драма | Победа    |
| 2005 | Самый популярный актёр                           | Кристофер Экклстон     | Победа    |
| 2005 | Самая популярная актриса                         | Билли Пайпер           | Победа    |
| 2006 | Самая популярная драма                           | Самая популярная драма | Победа    |
| 2006 | Самый популярный актёр                           | Дэвид Теннант          | Победа    |
| 2006 | Самая популярная актриса                         | Билли Пайпер           | Победа    |
| 2007 | Самая популярная драма                           | Самая популярная драма | Победа    |
| 2007 | Самый популярный актёр                           | Дэвид Теннант          | Победа    |
| 2007 | Самая популярная актриса                         | Фрима Аджимен          | Номинация |
| 2008 | Самая популярная драма                           | Самая популярная драма | Победа    |
| 2008 | Выдающееся исполнение в драме                    | Дэвид Теннант          | Победа    |
| 2008 | Выдающееся исполнение в драме                    | Кэтрин Тейт            | Номинация |
| 2010 | Самая популярная драма                           | Самая популярная драма | Победа    |
| 2010 | Самое популярное исполнение в драме              | Дэвид Теннант          | Победа    |
| 2011 | Самая популярная драма                           | Самая популярная драма | Номинация |
| 2011 | Самое популярное исполнение в драме              | Мэтт Смит              | Номинация |
| 2012 | Самая популярная драма                           | Самая популярная драма | Номинация |
| 2012 | Самое популярное исполнение мужской роли в драме | Мэтт Смит              | Победа    |
| 2012 | Самое популярное исполнение женской роли в драме | Карен Гиллан           | Победа    |
| 2013 | Самая популярная драма                           | Самая популярная драма | Номинация |
| 2013 | Выдающееся исполнение мужской роли в драме       | Мэтт Смит              | Номинация |
| 2013 | Выдающееся исполнение женской роли в драме       | Карен Гиллан           | Номинация |
| 2014 | Самая популярная драма                           | Самая популярная драма | Победа    |
| 2014 | Выдающееся исполнение в драме                    | Мэтт Смит              | Победа    |
| 2015 | Лучшая драма                                     | Лучшая драма           | Номинация |
| 2016 | Лучшая драма                                     | Лучшая драма           | Номинация |
| 2019 | Самая популярная драма                           | Самая популярная драма | Номинация |
| 2019 | Выдающееся исполнение в драме                    | Джоди Уиттакер         | Номинация |

## Nickelodeon Kids' Choice Awards
| Год  | Категория                     | Номинант(ы)                   | Результат |
| ---- | ----------------------------- | ----------------------------- | --------- |
| 2012 | Лучшее телешоу Великобритании | Лучшее телешоу Великобритании | Номинация |
| 2012 | Лучший актёр Великобритании   | Мэтт Смит                     | Номинация |
| 2012 | Лучшая актриса Великобритании | Карен Гиллан                  | Номинация |
| 2013 | Лучшее телешоу Великобритании | Лучшее телешоу Великобритании | Номинация |
| 2013 | Лучший актёр Великобритании   | Мэтт Смит                     | Номинация |
| 2013 | Лучшая актриса Великобритании | Дженна-Луиз Коулман           | Номинация |

## Online Film & Television Association Awards
| Год  | Категория                            | Номинант(ы)                 | Результат |
| ---- | ------------------------------------ | --------------------------- | --------- |
| 2015 | Лучший драматический сериал          | Лучший драматический сериал | Номинация |
| 2015 | Лучший актёр в драматическом сериале | Питер Капальди              | Номинация |

## People’s Choice Awards
| Год  | Категория                                          | Результат |
| ---- | -------------------------------------------------- | --------- |
| 2008 | Любимое шоу в стиле научной фантастики или фэнтези | Номинация |
| 2012 | Любимое шоу в стиле научной фантастики или фэнтези | Номинация |
| 2014 | Любимое шоу в стиле научной фантастики или фэнтези | Номинация |
| 2018 | Любимое шоу в стиле научной фантастики или фэнтези | Номинация |

## Pink News Awards
| Год  | Категория               | Результат |
| ---- | ----------------------- | --------- |
| 2017 | Премия сторонникам ЛГБТ | Победа    |

## Relentless Kerrang! Awards
| Год  | Категория      | Результат |
| ---- | -------------- | --------- |
| 2013 | Лучшее телешоу | Победа    |

## Rockie Awards
| Год  | Категория                                                           | Результат |
| ---- | ------------------------------------------------------------------- | --------- |
| 2014 | Лучший сценарий научной фантастики, остросюжетного фильма и фэнтези | Победа    |
| 2019 | Лучшая фантастическая и жанровая основа сезона                      | Победа    |

## Scream

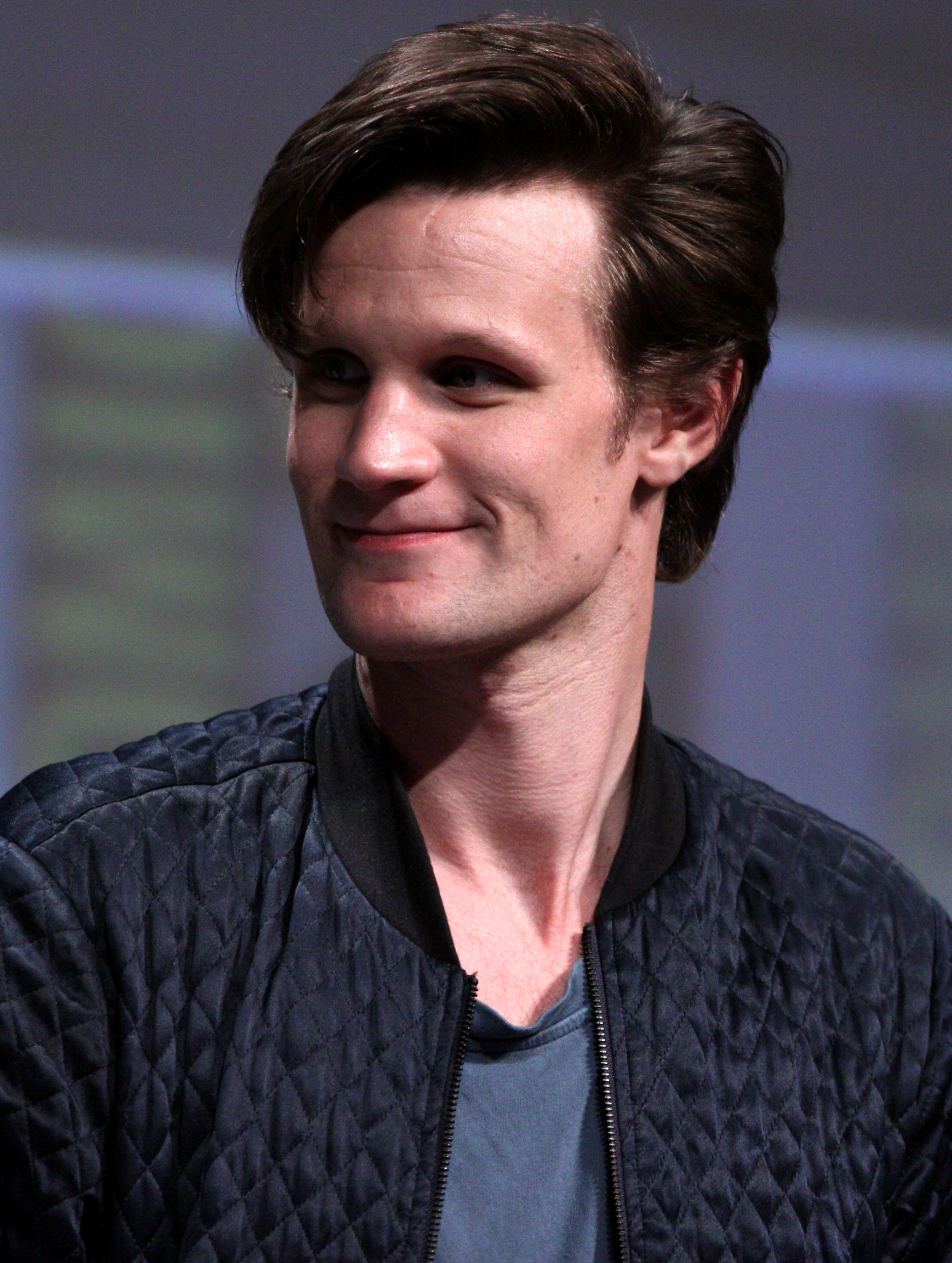
Мэтт Смит (одиннадцатый Доктор) получил премию «Scream» лучшему актёру в 2011 году.

| Год  | Категория                           | Номинант(ы)       | Результат |
| ---- | ----------------------------------- | ----------------- | --------- |
| 2006 | Лучший телесериал                   | Лучший телесериал | Номинация |
| 2007 | Лучший телесериал                   | Лучший телесериал | Номинация |
| 2008 | Лучший актёр в научной фантастике   | Дэвид Теннант     | Номинация |
| 2010 | Лучший телесериал                   | Лучший телесериал | Номинация |
| 2011 | Лучший телесериал                   | Лучший телесериал | Номинация |
| 2011 | Лучшая актриса в научной фантастике | Карен Гиллан      | Номинация |
| 2011 | Лучший актёр в научной фантастике   | Мэтт Смит         | Победа    |

## SFX Awards
| Год  | Категория                          | Номинант(ы)                                      | Серия                                  | Результат |
| ---- | ---------------------------------- | ------------------------------------------------ | -------------------------------------- | --------- |
| 2005 | Лучшее телешоу                     | Лучшее телешоу                                   | Лучшее телешоу                         | Победа    |
| 2005 | Лучшая телевизионная серия         | Джо Ахерн и Расселл Ти Дейвис                    | «Пути расходятся»                      | Победа    |
| 2005 | Лучший телеактёр                   | Кристофер Экклстон                               | Кристофер Экклстон                     | Победа    |
| 2005 | Лучшая телеактриса                 | Билли Пайпер                                     | Билли Пайпер                           | Победа    |
| 2007 | Лучшее телешоу                     | Лучшее телешоу                                   | Лучшее телешоу                         | Победа    |
| 2007 | Лучшая телевизионная серия         | Эйрос Лин и Стивен Моффат                        | «Девушка в камине»                     | Победа    |
| 2007 | Лучшая телевизионная серия         | Джеймс Стронг и Мэтт Джонс                       | «Невозможная планета»/«Темница Сатаны» | Номинация |
| 2007 | Лучшая телевизионная серия         | Грэм Харпер и Расселл Ти Дейвис                  | «Армия призраков»/«Судный день»        | Номинация |
| 2007 | Лучший телеактёр                   | Дэвид Теннант                                    | Дэвид Теннант                          | Победа    |
| 2007 | Лучшая телеактриса                 | Билли Пайпер                                     | Билли Пайпер                           | Победа    |
| 2008 | Лучшее телешоу                     | Лучшее телешоу                                   | Лучшее телешоу                         | Победа    |
| 2008 | Лучшая телевизионная серия         | Грэм Харпер и Расселл Ти Дейвис                  | «Украденная Земля»/«Конец путешествия» | Победа    |
| 2008 | Лучший телеактёр                   | Дэвид Теннант                                    | Дэвид Теннант                          | Победа    |
| 2008 | Лучшая телеактриса                 | Кэтрин Тейт                                      | Кэтрин Тейт                            | Победа    |
| 2010 | Лучшее телешоу                     | Лучшее телешоу                                   | Лучшее телешоу                         | Номинация |
| 2010 | Лучшая телевизионная серия         | Расселл Ти Дейвис и Энди Годдард                 | «Следующий Доктор»                     | Номинация |
| 2010 | Лучшая телевизионная серия         | Расселл Ти Дейвис, Джеймс Стронг и Гарет Робертс | «Планета мёртвых»                      | Номинация |
| 2010 | Лучший телеактёр                   | Дэвид Теннант                                    | Дэвид Теннант                          | Победа    |
| 2011 | Лучшее телешоу                     | Стивен Моффат                                    | Стивен Моффат                          | Победа    |
| 2011 | Лучшая телевизионная серия         | Джонни Кэмпбелл и Ричард Кёртис                  | «Винсент и Доктор»                     | Номинация |
| 2011 | Лучший телеактёр                   | Дэвид Теннант                                    | Дэвид Теннант                          | Номинация |
| 2011 | Лучший телеактёр                   | Мэтт Смит                                        | Мэтт Смит                              | Победа    |
| 2011 | Лучшая телеактриса                 | Карен Гиллан                                     | Карен Гиллан                           | Победа    |
| 2012 | Лучший актёр                       | Мэтт Смит                                        | Мэтт Смит                              | Победа    |
| 2012 | Лучшая актриса                     | Карен Гиллан                                     | Карен Гиллан                           | Номинация |
| 2012 | Лучшая актриса                     | Алекс Кингстон                                   | Алекс Кингстон                         | Победа    |
| 2012 | Особые успехи в написании сценария | Нил Гейман                                       | «Жена Доктора»                         | Победа    |

## Sunday Herald Culture Awards
| Год  | Категория        | Номинант(ы)    | Серия               | Результат |
| ---- | ---------------- | -------------- | ------------------- | --------- |
| 2018 | Лучший телеактёр | Питер Капальди | «Дважды во времени» | Победа    |

## TV Times Awards
| Год  | Категория      | Номинант(ы) | Результат |
| ---- | -------------- | ----------- | --------- |
| 2017 | Лучший новичок | Пёрл Маки   | Номинация |

## TV Quick Awards / TV Choice Awards

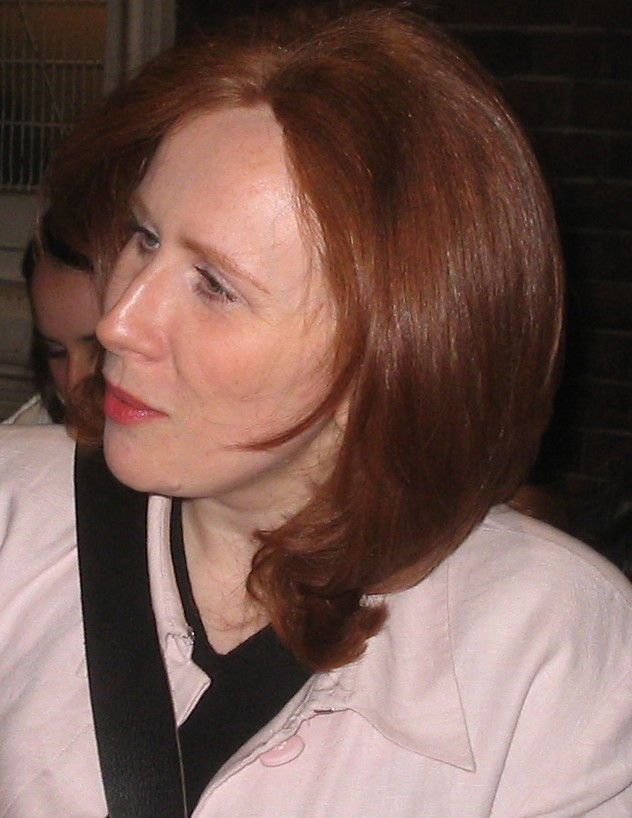
Кэтрин Тейт (Донна Ноубл) получила TV Quick Award лучшей актрисе в 2008 год, единственный её год в сериале в качестве постоянной спутницы.

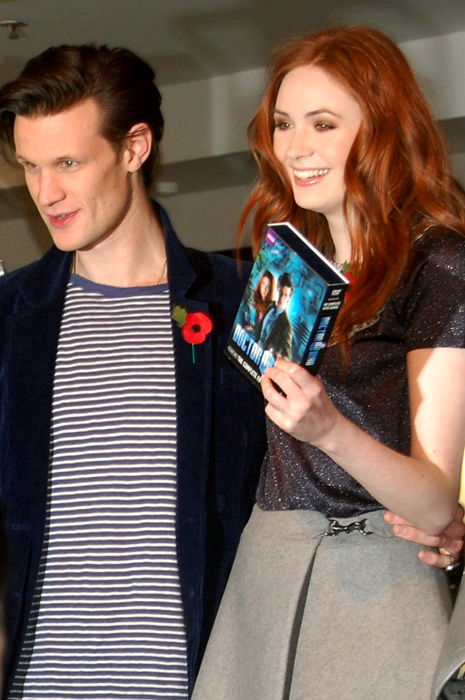
Мэтт Смит (одиннадцатый Доктор) и Карен Гиллан (Эми Понд) были оба номинированы на TV Quick Awards в 2010 и 2011 годах.

| Год  | Категория                   | Номинант(ы)                                                       | Результат |
| ---- | --------------------------- | ----------------------------------------------------------------- | --------- |
| 2005 | Лучший актёр                | Кристофер Экклстон                                                | Победа    |
| 2006 | Любимая драма               | Расселл Ти Дейвис, Фил Коллинсон и Джули Гарднер (двойная победа) | Победа    |
| 2006 | Любимая драма               | Расселл Ти Дейвис, Фил Коллинсон и Джули Гарднер (двойная победа) | Победа    |
| 2006 | Лучший актёр                | Дэвид Теннант                                                     | Победа    |
| 2006 | Лучшая актриса              | Билли Пайпер                                                      | Победа    |
| 2007 | Любимая драма               | Любимая драма                                                     | Победа    |
| 2007 | Лучший актёр                | Дэвид Теннант                                                     | Победа    |
| 2007 | Лучшая актриса              | Фрима Аджимен                                                     | Номинация |
| 2008 | Любимая драма               | Любимая драма                                                     | Победа    |
| 2008 | Лучший актёр                | Дэвид Теннант                                                     | Победа    |
| 2008 | Лучшая актриса              | Кэтрин Тейт                                                       | Победа    |
| 2010 | Лучшая семейная драма       | Стивен Моффат                                                     | Победа    |
| 2010 | Лучший актёр                | Мэтт Смит                                                         | Номинация |
| 2010 | Лучшая актриса              | Карен Гиллан                                                      | Номинация |
| 2011 | Лучшая семейная драма       | Лучшая семейная драма                                             | Победа    |
| 2011 | Лучший актёр                | Мэтт Смит                                                         | Номинация |
| 2011 | Лучшая актриса              | Карен Гиллан                                                      | Победа    |
| 2012 | Лучшая семейная драма       | Лучшая семейная драма                                             | Победа    |
| 2012 | Лучший актёр                | Мэтт Смит                                                         | Номинация |
| 2012 | Лучшая актриса              | Карен Гиллан                                                      | Номинация |
| 2013 | Лучший драматический сериал | Лучший драматический сериал                                       | Победа    |
| 2013 | Лучший актёр                | Мэтт Смит                                                         | Номинация |
| 2013 | Лучшая актриса              | Дженна Коулман                                                    | Номинация |
| 2013 | Премия за выдающийся вклад  | Премия за выдающийся вклад                                        | Победа    |
| 2015 | Лучшая семейная драма       | Лучшая семейная драма                                             | Номинация |
| 2015 | Лучший актёр                | Питер Капальди                                                    | Номинация |
| 2015 | Лучшая актриса              | Дженна Коулман                                                    | Номинация |
| 2016 | Лучшая семейная драма       | Лучшая семейная драма                                             | Номинация |
| 2016 | Лучший актёр                | Питер Капальди                                                    | Номинация |
| 2019 | Лучшая семейная драма       | Лучшая семейная драма                                             | Номинация |
| 2019 | Лучшая актриса              | Джоди Уитакер                                                     | Номинация |
| 2020 | Лучшая семейная драма       | Лучшая семейная драма                                             | Номинация |
| 2022 | Лучшая семейная драма       | Лучшая семейная драма                                             | Ожидается |

## Television and Radio Industries Club Awards
| Год  | Категория                  | Номинант(ы)                                      | Результат |
| ---- | -------------------------- | ------------------------------------------------ | --------- |
| 2006 | Новый телевизионный талант | Билли Пайпер (также за «Шекспир на новый лад»)   | Победа    |
| 2007 | Лучшая телевизионная драма | Расселл Ти Дейвис, Фил Коллинсон и Джули Гарднер | Номинация |
| 2008 | Лучшая телевизионная драма | Расселл Ти Дейвис                                | Номинация |
| 2010 | Лучшая телевизионная драма | Расселл Ти Дейвис                                | Победа    |
| 2014 | Лучшая драма года в HD     | Лучшая драма года в HD                           | Победа    |

## Visual Effects Society Awards
| Год  | Категория | Номинант(ы)                                                                        | Серия                          | Результат |
| ---- | --- | ---------------------------------------------------------------------------------- | ------------------------------ | --------- |
| 2006 | Выдающееся исполнение анимированного персонажа в программе, рекламе или музыкальном клипе с участием живых актёров | Николас Эрнандес, Жан-Клод Дегуара, Нил Рош, Жан-Ив Одуар (за оборотня)            | «Клык и коготь»                | Номинация |
| 2007 | Выдающееся исполнение анимированного персонажа в программе, рекламе или музыкальном клипе с участием живых актёров | Николас Эрнандес, Адам Бернетт, Нил Рош, Жан-Клод Дегуара (за 900-летнего Доктора) | «Последний Повелитель Времени» | Номинация |
| 2007 | Выдающиеся визуальные эффекты в телепрограмме                                                                      | Дэвид Хьютон, Уилл Коэн, Жан-Клод Дегуара, Николас Эрнандес                        | «Последний Повелитель Времени» | Номинация |
| 2007 | Выдающиеся визуальные эффекты в мини-сериале, фильме или спецвыпуске                                               | Дэвид Хьютон, Уилл Коэн, Николас Эрнандес и Сара Беннетт                           | «Путешествие проклятых»        | Номинация |
| 2008 | Выдающиеся матовые изображения в телепрограмме или рекламе                                                         | Саймон Уикер, Чарли Беннетт, Тим Бартер, Арианна Лаго                              | «Тишина в библиотеке»          | Победа    |
| 2008 | Выдающиеся визуальные эффекты в мини-сериале, фильме или спецвыпуске                                               | Дейв Хьютон, Мэри Джонс, Мэтть Маккинни, Мюррей Барбер (за киберкороля)            | «Следующий Доктор»             | Номинация |

## Би-би-си

### Auntie Awards
| Год  | Категория                              | Результат |
| ---- | -------------------------------------- | --------- |
| 1996 | Лучший популярный драматический сериал | Победа    |

### Drama Best Of

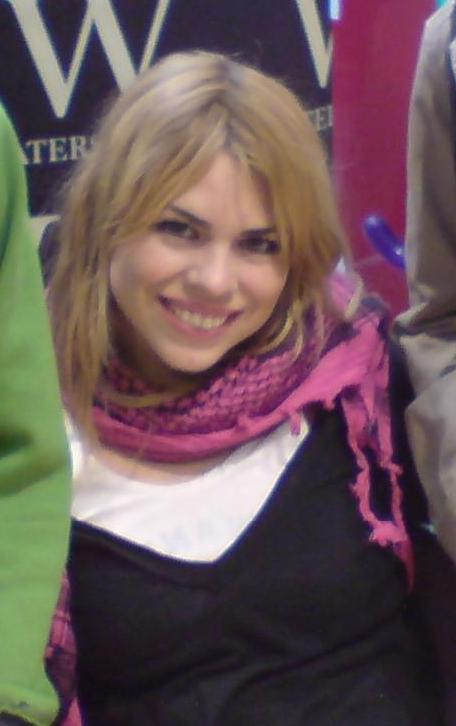
Билли Пайпер (Роза Тайлер) была лучше всего отмечена в списке «Best Of»: лучшая актриса 2005 и 2006 годов, самая желанная звезда в 2005 году.

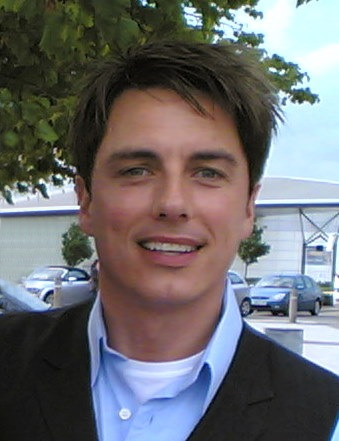
Джон Барроумэн был номинирован в двух категориях «Drama Best Of» в 2005 году: «Лучший актёр» (14 место) и «Самая желанная звезда» (4 место), получив лишь номинации; однако, он был номинирован на несколько премий за воплощение Джека Харкнесса в спин-оффе под названием «Торчвуд».

| Год  | Категория             | Номинант(ы)                | Результат |
| ---- | --------------------- | -------------------------- | --------- |
| 2005 | Лучшая драма          | Лучшая драма               | Победа    |
| 2005 | Лучший актёр          | Кристофер Экклстон         | Победа    |
| 2005 | Лучший актёр          | Дэвид Теннант              | Номинация |
| 2005 | Лучшая актриса        | Билли Пайпер               | Победа    |
| 2005 | Любимый момент        | «Возвращение далеков»      | Победа    |
| 2005 | Любимый момент        | «Доктор регенерирует»      | Номинация |
| 2005 | Лучший злодей         | Далеки                     | Победа    |
| 2005 | Лучший злодей         | Император далеков          | Номинация |
| 2005 | Самая желанная звезда | Кристофер Экклстон         | Номинация |
| 2005 | Самая желанная звезда | Дэвид Теннант              | Номинация |
| 2005 | Самая желанная звезда | Билли Пайпер               | Победа    |
| 2005 | Самая желанная звезда | Джон Барроумэн             | Номинация |
| 2005 | Лучший веб-сайт драмы | «Доктор Кто»               | Победа    |
| 2006 | Лучшая драма          | Лучшая драма               | Победа    |
| 2006 | Лучший актёр          | Дэвид Теннант              | Победа    |
| 2006 | Лучшая актриса        | Билли Пайпер               | Победа    |
| 2006 | Любимый момент        | «Далеки против киберлюдей» | Номинация |
| 2006 | Любимый момент        | «Уход Розы»                | Победа    |
| 2006 | Лучший веб-сайт драмы | «Доктор Кто»               | Победа    |

### BBC Radio 1 Teen Awards
| Год  | Категория                | Результат |
| ---- | ------------------------ | --------- |
| 2010 | Лучшее телевизионное шоу | Номинация |
| 2013 | Лучшее телевизионное шоу | Победа    |
| 2016 | Лучшее телевизионное шоу | Номинация |
| 2017 | Лучшее телевизионное шоу | Номинация |

### TV Moments Awards
| Год  | Категория              | Номинант(ы)                                     | Серия            | Результат |
| ---- | ---------------------- | ----------------------------------------------- | ---------------- | --------- |
| 2005 | Лучший момент мая/июня | «Доктор, Роза и Джек слышат смертоносный голос» | «Доктор танцует» | Победа    |
| 2005 | Золотой момент         | «Доктор, Роза и Джек слышат смертоносный голос» | «Доктор танцует» | Победа    |

## Премия гильдии писателей Великобритании
| Year | Category                                             | Nominee(s)                                                                                                 | Result    |
| ---- | ---------------------------------------------------- | --- | --------- |
| 1975 | Лучший сценарий детской драмы                        | Роберт Холмс, Малкольм Халк, Терри Нейшн, Брайан Хейлс и Роберт Сломан                                     | Победа    |
| 2007 | Лучший сериал                                        | Крис Чибнелл, Пол Корнелл, Расселл Ти Дейвис, Стивен Гринхорн, Стивен Моффат, Хелен Рейнор и Гарет Робертс | Победа    |
| 2009 | Лучшая телевизионная драма                           | Гарет Робертс, Расселл Ти Дейвис и Фил Форд                                                                | Номинация |
| 2010 | Лучшая телевизионная драма                           | Саймон Най, Крис Чибнелл, Марк Гэтисс, Тоби Уитхаус, Стивен Моффат                                         | Номинация |
| 2011 | Лучшая телевизионная драма                           | Стивен Томпсон, Стивен Моффат, Гарет Робертс, Ричард Кёртис, Нил Гейман и Мэттью Грэм                      | Номинация |
| 2012 | Специальная премия за выдающееся написание сценариев | Стивен Моффат (также за телесериал «Шерлок»)                                                               | Победа    |

## Золотая нимфа
| Год  | Категория                                 | Номинант(ы)                 | Результат |
| ---- | ----------------------------------------- | --------------------------- | --------- |
| 2007 | Выдающийся актёр драматического сериала   | Дэвид Теннант               | Номинация |
| 2007 | Выдающийся актриса драматического сериала | Фрима Аджимен               | Номинация |
| 2013 | Лучший драматический сериал               | Лучший драматический сериал | Номинация |

## Премии Королевского телевизионного общества

### Craft & Design Awards
| Год  | Категория                    | Номинант(ы)                                                | Серия                           | Результат |
| ---- | ---------------------------- | ---------------------------------------------------------- | ------------------------------- | --------- |
| 1974 | Лучшая графика               | Бернард Лодж                                               | Бернард Лодж                    | Победа    |
| 2005 | Лучший дизайн костюмов драмы | Люсинда Райт                                               | «Конец света»                   | Номинация |
| 2005 | Лучший грим драмы            | Дейви Джонс и Нилл Гортон                                  | «Конец света»                   | Номинация |
| 2006 | Лучший драматический сериал  | Лучший драматический сериал                                | Лучший драматический сериал     | Номинация |
| 2006 | Лучшее оформление            | Эдвард Томас                                               | Эдвард Томас                    | Номинация |
| 2006 | Лучший дизайн костюмов драмы | Луиз Пейдж                                                 | Луиз Пейдж                      | Номинация |
| 2006 | Лучший грим драмы            | Шила Уэлсс и Нилл Гортон                                   | Шила Уэлсс и Нилл Гортон        | Номинация |
| 2006 | Лучшие цифровые эффекты      | The Mill                                                   | The Mill                        | Номинация |
| 2008 | Лучший звук драмы            | Джулиан Хоуарт, Тим Рикеттс, Пол Макфадден и Пол Джефферис | «Полночь»                       | Победа    |
| 2009 | Лучшие цифровые эффекты      | The Mill                                                   | «Следующий Доктор»              | Номинация |
| 2010 | Лучшие цифровые эффекты      | The Mill                                                   | «Пандорика открывается»         | Победа    |
| 2010 | Лучшее оформление драмы      | Эдвард Томас                                               | «Пандорика открывается»         | Номинация |
| 2011 | Лучшие цифровые эффекты      | The Mill                                                   | «Рождественская песнь»          | Номинация |
| 2012 | Лучшее оформление драмы      | Майкл Пиквоуд                                              | «Доктор, вдова и платяной шкаф» | Номинация |
| 2014 | Лучшие специальные эффекты   | The Model Unit, Real SFX                                   | «День Доктора»                  | Номинация |
| 2016 | Лучшие специальные эффекты   | Real SFX, Millennium FX                                    | девятый сезон                   | Номинация |

### Programme Awards
| Год  | Категория                   | Номинант(ы)                                      | Результат |
| ---- | --------------------------- | ------------------------------------------------ | --------- |
| 2005 | Лучший драматический сериал | Лучший драматический сериал                      | Номинация |
| 2006 | Лучший драматический сериал | Лучший драматический сериал                      | Номинация |
| 2007 | Лучший драматический сериал | Лучший драматический сериал                      | Номинация |
| 2007 | Лучший актёр                | Дэвид Теннант (также за телефильм «Возвращение») | Номинация |
| 2010 | Премия судей                | Стивен Моффат (также за телесериал «Шерлок»)     | Победа    |
| 2011 | Лучший сценарист            | Стивен Моффат                                    | Номинация |

## Небьюла
| Год  | Категория                                                  | Номинант(ы)                     | Серия              | Результат |
| ---- | ---------------------------------------------------------- | ------------------------------- | ------------------ | --------- |
| 2006 | Лучший сценарий                                            | Стивен Моффат                   | «Девушка в камине» | Номинация |
| 2007 | Лучший сценарий                                            | Стивен Моффат                   | «Не моргай»        | Номинация |
| 2010 | Премия Рэя Бредбери за выдающуюся драматическую постановку | Ричард Кёртис и Джонни Кэмпбелл | «Винсент и Доктор» | Номинация |
| 2011 | Премия Рэя Бредбери за выдающуюся драматическую постановку | Нил Гейман и Ричард Кларк       | «Жена Доктора»     | Победа    |
| 2013 | Премия Рэя Бредбери за выдающуюся драматическую постановку | Стивен Моффат и Ник Харран      | «День Доктора»     | Номинация |

## Премия Брэма Стокера
| Год  | Категория       | Номинант(ы)   | Серия    | Результат |
| ---- | --------------- | ------------- | -------- | --------- |
| 2015 | Лучший сценарий | Стивен Моффат | «Слушай» | Номинация |

## Премия Пибоди
В 2013 году BBC Cymru Wales была награждена институциональной Peabody Award за Доктор Кто.  Награду получали Мэтт Смит и Дженна Коулман.
| Год  | Категория                | Номинант(ы)     | Результат |
| ---- | ------------------------ | --------------- | --------- |
| 2012 | Институциональная премия | BBC Cymru Wales | Победа    |

## Сатурн

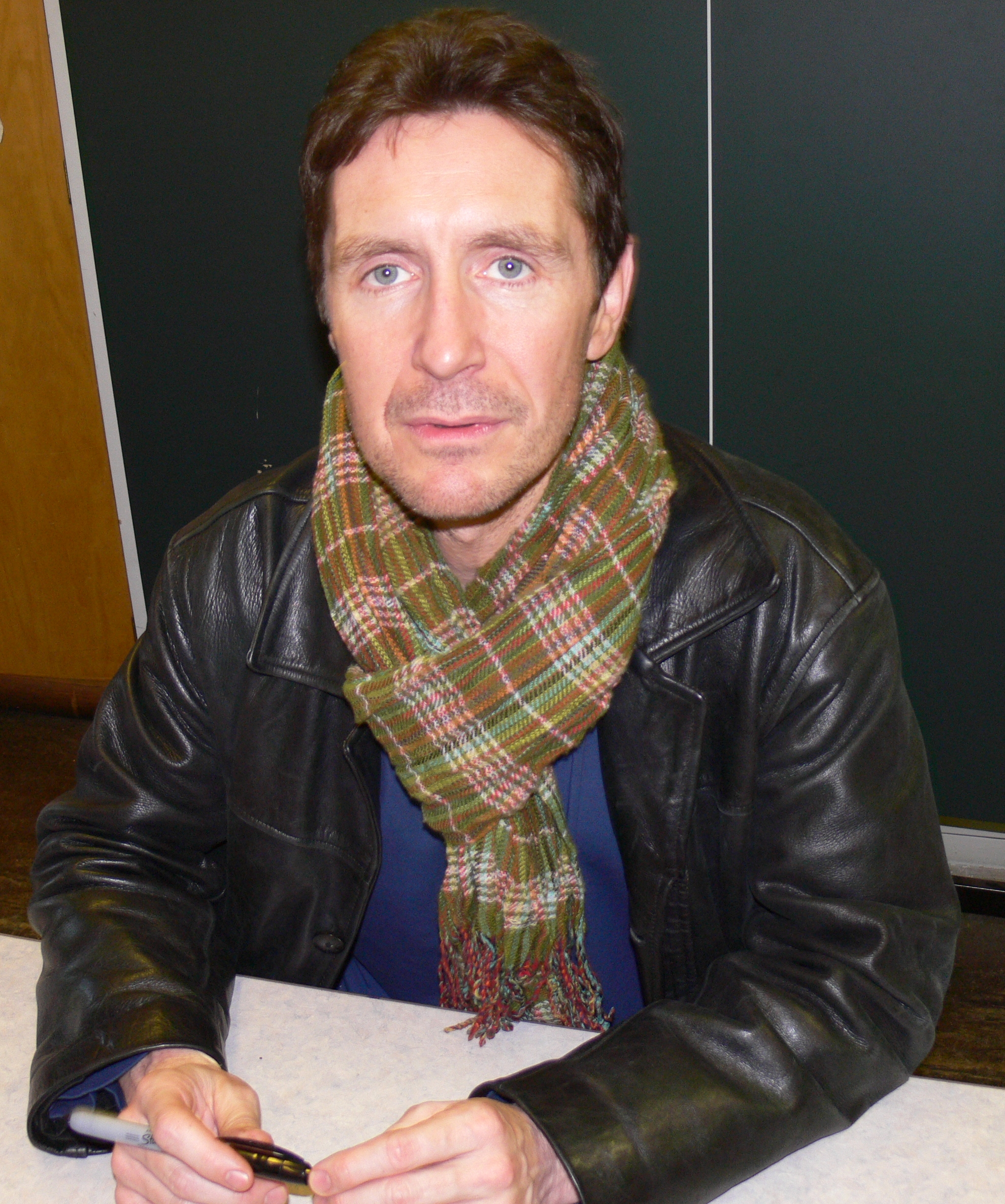
Номинация Пола Макганна, сыгравшего восьмого Доктора в телефильме «Доктор Кто» 1996 года, сделала его первым актёром в истории, номинировавшимся за роль Доктора.

| Год  | Категория                                               | Номинант(ы)                                             | Серия                                                   | Результат |
| ---- | ------------------------------------------------------- | ------------------------------------------------------- | ------------------------------------------------------- | --------- |
| 1997 | Лучшая телепостановка                                   | Лучшая телепостановка                                   | телефильм «Доктор Кто»                                  | Победа    |
| 1997 | Лучший телеактёр                                        | Пол Макганн                                             | телефильм «Доктор Кто»                                  | Номинация |
| 2007 | Лучший телесериал, сделанный для кабельного телевидения | Лучший телесериал, сделанный для кабельного телевидения | Лучший телесериал, сделанный для кабельного телевидения | Номинация |
| 2007 | Лучшее DVD-издание телесериала                          | Второй сезон                                            | Второй сезон                                            | Номинация |
| 2008 | Лучший международный сериал                             | Лучший международный сериал                             | Лучший международный сериал                             | Победа    |
| 2009 | Лучшее DVD-издание телесериала                          | Четвёртый сезон                                         | Четвёртый сезон                                         | Номинация |
| 2010 | Лучшая телепостановка                                   | Лучшая телепостановка                                   | «Конец времени»                                         | Номинация |
| 2010 | Лучший телеактёр                                        | Дэвид Теннант                                           | «Конец времени»                                         | Номинация |
| 2010 | Лучшая гостевая роль в телесериале                      | Бернард Криббинс                                        | «Конец времени»                                         | Номинация |
| 2010 | Лучшее DVD-издание телесериала                          | Лучшее DVD-издание телесериала                          | «Планета мёртвых»                                       | Номинация |
| 2011 | Лучшая телепостановка                                   | Лучшая телепостановка                                   | «Рождественская песнь»                                  | Номинация |
| 2012 | Лучший молодёжный телесериал                            | Лучший молодёжный телесериал                            | Лучший молодёжный телесериал                            | Номинация |
| 2013 | Лучший молодёжный телесериал                            | Лучший молодёжный телесериал                            | Лучший молодёжный телесериал                            | Номинация |
| 2015 | Лучший молодёжный телесериал                            | Лучший молодёжный телесериал                            | Лучший молодёжный телесериал                            | Номинация |
| 2015 | Лучшая телеактриса второго плана                        | Дженна Коулман                                          | Дженна Коулман                                          | Номинация |
| 2016 | Лучший научно-фантастический телесериал                 | Лучший научно-фантастический телесериал                 | Лучший научно-фантастический телесериал                 | Номинация |
| 2016 | Лучшая телепостановка                                   | Лучшая телепостановка                                   | «Мужья Ривер Сонг»                                      | Победа    |
| 2016 | Лучшая гостевая роль в телесериале                      | Алекс Кингстон                                          | «Мужья Ривер Сонг»                                      | Номинация |
| 2017 | Лучшая телепостановка                                   | Лучшая телепостановка                                   | «Возвращение Доктора Мистерио»                          | Номинация |
| 2018 | Лучший научно-фантастический сериал                     | Лучший научно-фантастический сериал                     | Лучший научно-фантастический сериал                     | Номинация |
| 2018 | Лучшая телепостановка                                   | Лучшая телепостановка                                   | «Дважды во времени»                                     | Номинация |
| 2019 | Лучший научно-фантастический телесериал                 | Лучший научно-фантастический телесериал                 | Лучший научно-фантастический телесериал                 | Номинация |
| 2019 | Лучшая женская роль в телесериале                       | Джоди Уиттакер                                          | Джоди Уиттакер                                          | Номинация |
| 2019 | Лучшая работа молодого актера в телесериале             | Тосин Коул                                              | Тосин Коул                                              | Номинация |
| 2021 | Лучший научно-фантастический телесериал                 | Лучший научно-фантастический телесериал                 | Лучший научно-фантастический телесериал                 | Номинация |
| 2022 | Лучший телесериал в жанре фэнтези                       | Лучший телесериал в жанре фэнтези                       | Лучший телесериал в жанре фэнтези                       | Номинация |

## Сеульская международная премия в области драмы
| Год  | Категория                              | Результат |
| ---- | -------------------------------------- | --------- |
| 2009 | Самая популярная зарубежная драма года | Победа    |

## Спутник
| Год  | Категория                                           | Номинант(ы)                          | Результат |
| ---- | --------------------------------------------------- | ------------------------------------ | --------- |
| 2008 | Лучшая мужская роль в телевизионном сериале — драма | Дэвид Теннант                        | Номинация |
| 2018 | Лучший жанровый телевизионный сериал                | Лучший жанровый телевизионный сериал | Номинация |
| 2018 | Лучшая женская роль в телевизионном сериале — драма | Джоди Уитакер                        | Номинация |

## Хьюго
| Год  | Категория                       | Номинант(ы)                                      | Серия                                   | Результат |
| ---- | ------------------------------- | ------------------------------------------------ | --------------------------------------- | --------- |
| 2006 | Лучшая постановка в малой форме | Роберт Ширман и Джо Ахерн                        | «Далек»                                 | Номинация |
| 2006 | Лучшая постановка в малой форме | Пол Корнелл и Джо Ахерн                          | «День отца»                             | Номинация |
| 2006 | Лучшая постановка в малой форме | Стивен Моффат и Джеймс Хоуз                      | «Пустой ребёнок»/«Доктор танцует»       | Победа    |
| 2007 | Лучшая постановка в малой форме | Тоби Уитхаус и Джеймс Хоуз                       | «Школьное воссоединение»                | Номинация |
| 2007 | Лучшая постановка в малой форме | Стивен Моффат и Эйрос Лин                        | «Девушка в камине»                      | Победа    |
| 2007 | Лучшая постановка в малой форме | Расселл Ти Дейвис и Грэм Харпер                  | «Армия призраков»/«Судный день»         | Номинация |
| 2008 | Лучшая постановка в малой форме | Пол Корнелл и Чарльз Палмер                      | «Человеческая природа»/«Семья крови»    | Номинация |
| 2008 | Лучшая постановка в малой форме | Стивен Моффат и Хетти Макдональд                 | «Не моргай»                             | Победа    |
| 2009 | Лучшая постановка в малой форме | Стивен Моффат и Эйрос Лин                        | «Тишина в библиотеке»/«Лес мертвецов»   | Номинация |
| 2009 | Лучшая постановка в малой форме | Рассел Ти Дейвис и Грэм Харпер                   | «Поверни налево»                        | Номинация |
| 2010 | Лучшая постановка в малой форме | Расселл Ти Дейвис и Энди Годдард                 | «Следующий Доктор»                      | Номинация |
| 2010 | Лучшая постановка в малой форме | Расселл Ти Дейвис, Гарет Робертс и Джеймс Стронг | «Планета мёртвых»                       | Номинация |
| 2010 | Лучшая постановка в малой форме | Расселл Ти Дейвис, Фил Форд и Грэм Харпер        | «Воды Марса»                            | Победа    |
| 2011 | Лучшая постановка в малой форме | Джонни Кэмпбелл и Ричард Кёртис                  | «Винсент и Доктор»                      | Номинация |
| 2011 | Лучшая постановка в малой форме | Стивен Моффат и Тоби Хейнс                       | «Пандорика открывается»/«Большой взрыв» | Победа    |
| 2011 | Лучшая постановка в малой форме | Стивен Моффат и Тоби Хейнс                       | «Рождественская песнь»                  | Номинация |
| 2012 | Лучшая постановка в малой форме | Нил Гейман и Ричард Кларк                        | «Жена Доктора»                          | Победа    |
| 2012 | Лучшая постановка в малой форме | Том Макрей и Ник Харран                          | «Девочка, которая ждала»                | Номинация |
| 2012 | Лучшая постановка в малой форме | Стивен Моффат и Питер Хоар                       | «Хороший человек идёт на войну»         | Номинация |
| 2013 | Лучшая постановка в малой форме | Стивен Моффат и Ник Харран                       | «Изолятор далеков»                      | Номинация |
| 2013 | Лучшая постановка в малой форме | Стивен Моффат и Ник Харран                       | «Ангелы захватывают Манхэттен»          | Номинация |
| 2013 | Лучшая постановка в малой форме | Стивен Моффат и Сол Мецстин                      | «Снеговики»                             | Номинация |
| 2014 | Лучшая постановка в малой форме | Стивен Моффат и Сол Мецстин                      | «Имя Доктора»                           | Номинация |
| 2014 | Лучшая постановка в малой форме | Стивен Моффат и Ник Харран                       | «День Доктора»                          | Номинация |
| 2015 | Лучшая постановка в малой форме | Стивен Моффат и Дуглас Маккиннон                 | «Слушай»                                | Номинация |
| 2016 | Лучшая постановка в малой форме | Стивен Моффат и Рэйчел Талалэй                   | «Ниспосланный с небес»                  | Номинация |
| 2017 | Лучшая постановка в малой форме | Стивен Моффат и Эд Базалджетт                    | «Возвращение Доктора Мистерио»          | Номинация |
| 2018 | Лучшая постановка в малой форме | Стивен Моффат и Рэйчел Талалэй                   | «Дважды во времени»                     | Номинация |
| 2019 | Лучшая постановка в малой форме | Мэлори Блэкман и Крис Чибнелл                    | «Роза»                                  | Номинация |
| 2019 | Лучшая постановка в малой форме | Винай Патель                                     | «Демоны Пенджаба»                       | Номинация |
| 2020 | Лучшая постановка в малой форме | Крис Чибнелл                                     | «Решение»                               | Номинация |
| 2021 | Лучшая постановка в малой форме | Винай Патель и Крис Чибнелл                      | «Беглец джудунов»                       | Номинация |

## Эдинбургский международный телевизионный фестиваль
| Год  | Категория             | Результат |
| ---- | --------------------- | --------- |
| 2007 | Лучшая программа года | Победа    |
| 2008 | Лучшая программа года | Победа    |